# Liste der Baudenkmale in Bevern (Landkreis Holzminden)
In der Liste der Baudenkmale in Bevern (Landkreis Holzminden) sind die Baudenkmale der niedersächsischen Fleckens Bevern im  Landkreis Holzminden aufgelistet.

## Allgemein
In den Spalten befinden sich folgende Informationen:
- Lage: die Adresse des Baudenkmales und die geographischen Koordinaten. Kartenansicht, um Koordinaten zu setzen. In der Kartenansicht sind Baudenkmale ohne Koordinaten mit einem roten Marker dargestellt und können in der Karte gesetzt werden. Baudenkmale ohne Bild sind mit einem blauen Marker gekennzeichnet, Baudenkmale mit Bild mit einem grünen Marker.
- Bezeichnung: Bezeichnung des Baudenkmales
- Beschreibung: die Beschreibung des Baudenkmales. Unter § 3 Abs. 2 NDSchG werden Einzeldenkmale und unter § 3 Abs. 3 NDSchG Gruppen baulicher Anlagen und deren Bestandteile ausgewiesen.
- ID: die Objekt-ID des Baudenkmales
- Bild: ein Bild des Baudenkmales, ggf. zusätzlich mit einem Link zu weiteren Fotos des Baudenkmals im Medienarchiv Wikimedia Commons. Wenn man auf das Kamerasymbol klickt, können Fotos zu Baudenkmalen aus dieser Liste hochgeladen werden:

## Bevern (Landkreis Holzminden)

### Gruppe: Historischer Ortskern Am Markt
Die Gruppe „Historischer Ortskern Am Markt“ hat die ID 26971515.

| Lage                                    | Bezeichnung              | Beschreibung | ID       | Bild |
| --------------------------------------- | ------------------------ | ------------ | -------- | ---- |
| Am Markt 1 51° 51′ 33″ N, 9° 29′ 55″ O  | Wohnhaus                 |              | 26785009 | BW   |
| Am Markt 2 51° 51′ 33″ N, 9° 29′ 55″ O  | Wohn-/Wirtschaftsgebäude |              | 26785026 | BW   |
| Am Markt 2 51° 51′ 34″ N, 9° 29′ 55″ O  | Scheune                  |              | 26785042 | BW   |
| Am Markt 3 51° 51′ 33″ N, 9° 29′ 56″ O  | Wohn-/Wirtschaftsgebäude |              | 26785056 | BW   |
| Am Markt 4 51° 51′ 33″ N, 9° 29′ 57″ O  | Wohnhaus                 |              | 26785072 | BW   |
| Am Markt 4 51° 51′ 34″ N, 9° 29′ 57″ O  | Scheune                  |              | 26785088 | BW   |
| Am Markt 5 51° 51′ 33″ N, 9° 29′ 58″ O  | Wohn-/Wirtschaftsgebäude |              | 26785104 | BW   |
| Am Markt 6 51° 51′ 33″ N, 9° 29′ 59″ O  | Wohnhaus                 |              | 26785120 | BW   |
| Am Markt 7 51° 51′ 33″ N, 9° 29′ 59″ O  | Wohnhaus                 |              | 26785135 | BW   |
| Am Markt 8 51° 51′ 34″ N, 9° 30′ 0″ O   | Wohnhaus                 |              | 26785151 | BW   |
| Brink 25 51° 51′ 31″ N, 9° 29′ 52″ O    | Wohnhaus                 |              | 26785412 | BW   |
| Brink 27 51° 51′ 32″ N, 9° 29′ 53″ O    | Wohnhaus                 |              | 26785428 | BW   |
| Brink 26/28 51° 51′ 32″ N, 9° 29′ 49″ O | Wohn-/Wirtschaftsgebäude |              | 26785543 | BW   |
| Brink 30 51° 51′ 31″ N, 9° 29′ 58″ O    | Wohn-/Wirtschaftsgebäude |              | 26785565 | BW   |
| Brink 33 51° 51′ 32″ N, 9° 29′ 54″ O    | Wohn-/Wirtschaftsgebäude |              | 26785461 | BW   |
| Brink 33 51° 51′ 32″ N, 9° 29′ 54″ O    | Wohnhaus                 |              | 26785477 | BW   |
| Brink 33 51° 51′ 32″ N, 9° 29′ 55″ O    | Wohn-/Wirtschaftsgebäude |              | 26785493 | BW   |
| Brink 39 51° 51′ 32″ N, 9° 29′ 50″ O    | Wohnhaus                 |              | 26785587 | BW   |
| Brink 41 51° 51′ 32″ N, 9° 29′ 51″ O    | Wohnhaus                 |              | 26785603 | BW   |

### Gruppe: Hofanlage Angerstraße 21, 23
Die Gruppe „Hofanlage Angerstraße 21, 23“ hat die ID 26971492.

| Lage                                       | Bezeichnung | Beschreibung | ID       | Bild |
| ------------------------------------------ | ----------- | ------------ | -------- | ---- |
| Angerstraße 21 51° 51′ 22″ N, 9° 30′ 0″ O  | Wohnhaus    |              | 26785184 | BW   |
| Angerstraße 21 51° 51′ 22″ N, 9° 29′ 59″ O | Scheune     |              | 26785200 | BW   |
| Angerstraße 23 51° 51′ 22″ N, 9° 29′ 59″ O | Wohnhaus    |              | 26785216 | BW   |

### Gruppe: Scheunen Angerstraße/Schloss
Die Gruppe „Scheunen Angerstraße/Schloss“ hat die ID 26971379.

| Lage                                | Bezeichnung | Beschreibung         | ID       | Bild |
| ----------------------------------- | ----------- | -------------------- | -------- | ---- |
| Schloss 51° 51′ 23″ N, 9° 29′ 46″ O | Schafstall  | Schafstall I, Bauhof | 26785232 |      |
| Schloss 51° 51′ 23″ N, 9° 29′ 46″ O | Schafstall  | Schafstall II        | 26785248 |      |

### Gruppe: Schloss Bevern
Die Gruppe „Schloss Bevern“ hat die ID 26971402.

| Lage                                | Bezeichnung       | Beschreibung | ID       | Bild           |
| ----------------------------------- | ----------------- | --- | -------- | -------------- |
| Schloss 51° 51′ 26″ N, 9° 29′ 47″ O | Schloss (Bauwerk) | Schloss Bevern. Zweigeschossige Vierflügelanlage um einen quadratischen Innenhof, reich gegliedert und ornamentiert in den Formen der Weserrenaissance, 2 Treppenhaustürme innen, Fachwerk im Obergeschoss hofseitig, errichtet 1603–12 durch Baumeister Johann Hundertossen für Bauherr Statius von Münchhausen. | 26786266 | Weitere Bilder |
| Schloss 51° 51′ 25″ N, 9° 29′ 48″ O | Graft             | Schloss Bevern | 26786266 |                |

### Gruppe: Ehem. Hofanlage Breslauer Straße 2
Die Gruppe „Ehem. Hofanlage Breslauer Straße 2“ hat die ID 26971492.

| Lage                                           | Bezeichnung              | Beschreibung | ID       | Bild |
| ---------------------------------------------- | ------------------------ | ------------ | -------- | ---- |
| Breslauer Straße 2 51° 51′ 29″ N, 9° 29′ 44″ O | Wohn-/Wirtschaftsgebäude |              | 26785282 | BW   |
| Breslauer Straße 2 51° 51′ 29″ N, 9° 29′ 44″ O | Nebengebäude             |              | 26785297 | BW   |

### Gruppe: Hofanlage Breslauer Straße 9
Die Gruppe „Hofanlage Breslauer Straße 9“ hat die ID 26971492.

| Lage                                           | Bezeichnung | Beschreibung | ID       | Bild |
| ---------------------------------------------- | ----------- | ------------ | -------- | ---- |
| Breslauer Straße 9 51° 51′ 30″ N, 9° 29′ 45″ O | Wohnhaus    |              | 26785346 | BW   |
| Breslauer Straße 9 51° 51′ 32″ N, 9° 29′ 45″ O | Scheune     |              | 26785362 | BW   |

### Gruppe: Forster Straße 9, 11
Die Gruppe „Forster Straße 9, 11“ hat die ID 26971595.

| Lage                                          | Bezeichnung              | Beschreibung | ID       | Bild |
| --------------------------------------------- | ------------------------ | ------------ | -------- | ---- |
| Forster Straße 9 51° 51′ 28″ N, 9° 29′ 33″ O  | Wohn-/Wirtschaftsgebäude |              | 26785701 | BW   |
| Forster Straße 11 51° 51′ 28″ N, 9° 29′ 32″ O | Wohnhaus                 |              | 26807254 | BW   |

### Gruppe: Hofanlage Forster Straße 23
Die Gruppe „Hofanlage Forster Straße 23“ hat die ID 26971562.

| Lage                                          | Bezeichnung              | Beschreibung | ID       | Bild |
| --------------------------------------------- | ------------------------ | ------------ | -------- | ---- |
| Forster Straße 23 51° 51′ 32″ N, 9° 29′ 29″ O | Wohn-/Wirtschaftsgebäude |              | 26785788 | BW   |
| Forster Straße 23 51° 51′ 32″ N, 9° 29′ 28″ O | Scheune                  |              | 26785818 | BW   |
| Forster Straße 23 51° 51′ 32″ N, 9° 29′ 29″ O | Wohnhaus                 |              | 26785803 | BW   |

### Gruppe: Kirche u. Pfarre Holzmindener Str.
Die Gruppe „Kirche u. Pfarre Holzmindener Str.“ hat die ID 26971503.

| Lage                                               | Bezeichnung      | Beschreibung               | ID       | Bild           |
| -------------------------------------------------- | ---------------- | -------------------------- | -------- | -------------- |
| Holzmindener Straße 6 51° 51′ 26″ N, 9° 29′ 38″ O  | Kirche (Bauwerk) | Kirche St. Johannis Bevern | 26785868 | Weitere Bilder |
| Holzmindener Straße 6 51° 51′ 26″ N, 9° 29′ 39″ O  | Kriegerdenkmal   |                            | 26785887 |                |
| Holzmindener Straße 6 51° 51′ 27″ N, 9° 29′ 39″ O  | Grabdenkmal      |                            | 26785833 | BW             |
| Holzmindener Straße 8 51° 51′ 25″ N, 9° 29′ 38″ O  | Gemeindehaus     | St.-Johannis-Haus          | 26785903 |                |
| Holzmindener Straße 10 51° 51′ 24″ N, 9° 29′ 37″ O | Pfarrhaus        |                            | 26785938 | BW             |

### Gruppe: Hofanlagen Kaspul 14–22
Die Gruppe „Hofanlagen Kaspul 14–22“ hat die ID 26971538.

| Lage                                  | Bezeichnung              | Beschreibung | ID       | Bild |
| ------------------------------------- | ------------------------ | ------------ | -------- | ---- |
| Kaspul 3 51° 51′ 28″ N, 9° 29′ 54″ O  | Wohnhaus                 |              | 26785988 | BW   |
| Kaspul 3 51° 51′ 28″ N, 9° 29′ 55″ O  | Scheune                  |              | 26786004 | BW   |
| Kaspul 14 51° 51′ 27″ N, 9° 29′ 49″ O | Scheune                  |              | 26786036 | BW   |
| Kaspul 14 51° 51′ 27″ N, 9° 29′ 50″ O | Mühle (Baukomplex)       |              | 26786020 | BW   |
| Kaspul 16 51° 51′ 26″ N, 9° 29′ 51″ O | Wohn-/Wirtschaftsgebäude |              | 26786068 | BW   |
| Kaspul 16 51° 51′ 26″ N, 9° 29′ 51″ O | Nebengebäude             |              | 26786052 | BW   |
| Kaspul 18 51° 51′ 27″ N, 9° 29′ 52″ O | Wohnhaus                 |              | 26786084 | BW   |
| Kaspul 18 51° 51′ 26″ N, 9° 29′ 53″ O | Scheune                  |              | 26786117 | BW   |
| Kaspul 18 51° 51′ 27″ N, 9° 29′ 53″ O | Scheune                  |              | 26786100 | BW   |
| Kaspul 20 51° 51′ 27″ N, 9° 29′ 54″ O | Wohn-/Wirtschaftsgebäude |              | 26786135 | BW   |
| Kaspul 22 51° 51′ 27″ N, 9° 29′ 55″ O | Wohnhaus                 |              | 26786151 | BW   |

### Gruppe: Hofanlage Lange Wiese 3
Die Gruppe „Hofanlage Lange Wiese 3“ hat die ID 26971573.

| Lage                                      | Bezeichnung              | Beschreibung | ID       | Bild |
| ----------------------------------------- | ------------------------ | ------------ | -------- | ---- |
| Lange Wiese 3 51° 51′ 28″ N, 9° 29′ 30″ O | Wohn-/Wirtschaftsgebäude |              | 26786167 | BW   |
| Lange Wiese 3 51° 51′ 27″ N, 9° 29′ 29″ O | Scheune                  |              | 26786183 | BW   |

### Einzeldenkmale
| Lage                                               | Bezeichnung              | Beschreibung                                  | ID       | Bild |
| -------------------------------------------------- | ------------------------ | --------------------------------------------- | -------- | ---- |
| Angerstraße 51° 51′ 19″ N, 9° 30′ 24″ O            | Friedhof                 | Jüdischer Friedhof                            | 26806684 | BW   |
| Angerstraße 15 51° 51′ 22″ N, 9° 29′ 55″ O         | Scheune                  |                                               | 26785167 | BW   |
| Breslauer Straße 5 51° 51′ 30″ N, 9° 29′ 43″ O     | Wohn-/Wirtschaftsgebäude |                                               | 26785312 | BW   |
| Breslauer Straße 7 51° 51′ 30″ N, 9° 29′ 44″ O     | Wohn-/Wirtschaftsgebäude |                                               | 26785329 | BW   |
| Breslauer Straße 12 51° 51′ 30″ N, 9° 29′ 50″ O    | Wohn-/Wirtschaftsgebäude |                                               | 26785378 | BW   |
| Breslauer Straße 17 51° 51′ 31″ N, 9° 29′ 48″ O    | Wohn-/Wirtschaftsgebäude |                                               | 26785395 | BW   |
| Breslauer Straße 24 51° 51′ 31″ N, 9° 29′ 55″ O    | Wohn-/Wirtschaftsgebäude | Bäckerei Bonhagen                             | 26806772 | BW   |
| Breslauer Straße 30 51° 51′ 31″ N, 9° 29′ 58″ O    | Wohn-/Wirtschaftsgebäude |                                               | 26785444 | BW   |
| Breslauer Straße 44 51° 51′ 31″ N, 9° 30′ 0″ O     | Wohnhaus                 |                                               | 26785509 | BW   |
| Breslauer Straße 47 51° 51′ 33″ N, 9° 30′ 2″ O     | Wohn-/Wirtschaftsgebäude |                                               | 26785526 | BW   |
| Forster Straße 2 51° 51′ 28″ N, 9° 29′ 39″ O       | Wohn-/Wirtschaftsgebäude |                                               | 26785667 | BW   |
| Forster Straße 4 51° 51′ 28″ N, 9° 29′ 38″ O       | Wohn-/Wirtschaftsgebäude |                                               | 26785684 | BW   |
| Forster Straße 10 51° 51′ 29″ N, 9° 29′ 35″ O      | Wohn-/Wirtschaftsgebäude |                                               | 26785720 | BW   |
| Forster Straße 15 51° 51′ 29″ N, 9° 29′ 31″ O      | Wohn-/Wirtschaftsgebäude |                                               | 26785737 | BW   |
| Forster Straße 18 51° 51′ 31″ N, 9° 29′ 32″ O      | Wohn-/Wirtschaftsgebäude |                                               | 26785771 | BW   |
| Forster Straße 16 51° 51′ 31″ N, 9° 29′ 33″ O      | Wohn-/Wirtschaftsgebäude |                                               | 26785754 | BW   |
| Holzmindener Straße 3 51° 51′ 22″ N, 9° 29′ 38″ O  | Gaststätte               | Zur Linde                                     | 26785851 | BW   |
| Holzmindener Straße 9 51° 51′ 20″ N, 9° 29′ 37″ O  | Gaststätte               | Zum Burgberg                                  | 26785921 | BW   |
| Holzmindener Straße 17 51° 51′ 17″ N, 9° 29′ 34″ O | Villa                    |                                               | 26785954 | BW   |
| 51° 51′ 29″ N, 9° 29′ 41″ O                        | Bachlauf                 | Beverbach, von Angerstraße bis Forster Straße | 26785264 | BW   |
| Kaspul 2 51° 51′ 29″ N, 9° 29′ 52″ O               | Gaststätte               | Goldener Hirsch                               | 26785971 | BW   |
| Raiffeisenstraße 3 51° 51′ 23″ N, 9° 29′ 33″ O     | Wohnhaus                 | Fürstliches Stift                             | 26786199 | BW   |
| Schloss 51° 51′ 23″ N, 9° 29′ 42″ O                | Mauer                    |                                               | 26786315 | BW   |
| Schloss 2 51° 51′ 26″ N, 9° 29′ 41″ O              | Wohn-/Geschäftshaus      |                                               | 26786331 | BW   |
| Schloss 10 51° 51′ 22″ N, 9° 29′ 53″ O             | Wohnhaus                 | Gärtner-Wohnhaus Schloss Bevern               | 26806666 | BW   |
| Schloss 15 51° 51′ 28″ N, 9° 29′ 43″ O             | Scheune                  | Eh. Zehntscheune, Supermarkt                  | 26786231 | BW   |
| Schloss 15 51° 51′ 28″ N, 9° 29′ 45″ O             | Brauhaus                 | Getränkemarkt                                 | 26786248 | BW   |

## Dölme
Baudenkmale im Ortsteil Dölme.

| Lage                                           | Bezeichnung              | Beschreibung | ID       | Bild |
| ---------------------------------------------- | ------------------------ | ------------ | -------- | ---- |
| Weser 51° 55′ 50″ N, 9° 27′ 51″ O              | Treidelpfad              |              | 26806810 | BW   |
| Alte Fährstraße 2 51° 55′ 43″ N, 9° 27′ 53″ O  | Wohn-/Wirtschaftsgebäude |              | 26786383 | BW   |
| Alte Fährstraße 9 51° 55′ 46″ N, 9° 27′ 48″ O  | Wohnhaus                 |              | 26786400 | BW   |
| Alte Fährstraße 10 51° 55′ 46″ N, 9° 27′ 49″ O | Wohn-/Wirtschaftsgebäude |              | 26786417 | BW   |
| Alte Fährstraße 11 51° 55′ 45″ N, 9° 27′ 46″ O | Wohn-/Wirtschaftsgebäude |              | 26786434 | BW   |
| Alter Schulweg 3 51° 55′ 41″ N, 9° 28′ 2″ O    | Schule                   |              | 26808388 | BW   |
| Dölmeweg 8 51° 55′ 46″ N, 9° 27′ 56″ O         | Wohn-/Wirtschaftsgebäude |              | 26786451 | BW   |
| Rühler Straße 10 51° 55′ 43″ N, 9° 27′ 56″ O   | Kapelle (Bauwerk)        |              | 26786468 |      |
| Rühler Straße 12 51° 55′ 43″ N, 9° 27′ 57″ O   | Wohn-/Wirtschaftsgebäude |              | 26786485 | BW   |

## Forst
Baudenkmale im Ortsteil Forst.

### Gruppe: Ehem. Amtshof Forst
Die Gruppe „Ehem. Amtshof Forst“ hat die ID 26971459.

| Lage                                | Bezeichnung        | Beschreibung                      | ID       | Bild |
| ----------------------------------- | ------------------ | --------------------------------- | -------- | ---- |
| Forst 2 51° 52′ 44″ N, 9° 28′ 8″ O  | Amtshaus           | Amtshof Forst, Altes Amtshaus     | 26786502 | BW   |
| 51° 52′ 44″ N, 9° 28′ 11″ O         | Scheune            |                                   | 26786518 | BW   |
| 51° 52′ 45″ N, 9° 28′ 15″ O         | Torhaus            |                                   | 26786533 | BW   |
| Forst 5 51° 52′ 47″ N, 9° 28′ 16″ O | Mühle (Baukomplex) |                                   | 26786550 |      |
| 51° 52′ 45″ N, 9° 28′ 8″ O          | Amtshaus           | Amtshof Forst, Neues Amtshaus     | 26807583 | BW   |
| 51° 52′ 45″ N, 9° 28′ 7″ O          | Wohnhaus           | Amtshof Forst, sog. altes Schloss | 26807600 |      |
| 51° 52′ 46″ N, 9° 28′ 8″ O          | Brauhaus/Speicher  | Amtshof Forst                     | 26807617 | BW   |
| 51° 52′ 43″ N, 9° 28′ 9″ O          | Wirtschaftsgebäude | Amtshof Forst                     | 26807636 | BW   |

### Gruppe: Domäne Forst
Die Gruppe „Domäne Forst“ hat die ID 26971470.

| Lage                        | Bezeichnung        | Beschreibung | ID       | Bild |
| --------------------------- | ------------------ | ------------ | -------- | ---- |
| 51° 52′ 53″ N, 9° 28′ 24″ O | Wohnhaus           | Domäne Forst | 26786566 |      |
| 51° 52′ 49″ N, 9° 28′ 20″ O | Wirtschaftsgebäude | Domäne Forst | 26786581 |      |
| 51° 52′ 48″ N, 9° 28′ 20″ O | Wirtschaftsgebäude | Domäne Forst | 26786598 |      |
| 51° 52′ 48″ N, 9° 28′ 23″ O | Wirtschaftsgebäude | Domäne Forst | 26786615 | BW   |
| 51° 52′ 51″ N, 9° 28′ 27″ O | Wirtschaftsgebäude | Domäne Forst | 26786632 |      |
| 51° 52′ 47″ N, 9° 28′ 25″ O | Brücke (Bauwerk)   | Domäne Forst | 26786649 |      |
| 51° 52′ 47″ N, 9° 28′ 23″ O | Brücke (Bauwerk)   | Domäne Forst | 26786665 | BW   |
| 51° 52′ 56″ N, 9° 28′ 25″ O | Park               | Domäne Forst | 26786681 | BW   |
| 51° 52′ 50″ N, 9° 28′ 21″ O | Arbeiterwohnhaus   | Domäne Forst | 26786695 | BW   |

### Einzeldenkmale
| Lage                                | Bezeichnung      | Beschreibung      | ID       | Bild |
| ----------------------------------- | ---------------- | ----------------- | -------- | ---- |
| 51° 52′ 36″ N, 9° 28′ 12″ O         | Brücke (Bauwerk) | über WL Beverbach | 26806794 | BW   |
| Forst 9 51° 52′ 54″ N, 9° 28′ 50″ O | Arbeiterwohnhaus |                   | 26786712 | BW   |

## Lobach
Baudenkmale im Ortsteil Lobach.

### Gruppe: Ehem. Schule Eversteiner Straße
Die Gruppe „Ehem. Schule Eversteiner Straße“ hat die ID 26971415.

| Lage                                             | Bezeichnung  | Beschreibung                                         | ID       | Bild |
| ------------------------------------------------ | ------------ | ---------------------------------------------------- | -------- | ---- |
| Eversteiner Straße 9 51° 51′ 56″ N, 9° 31′ 17″ O | Schule       | Das 1886 erbaute Gebäude diente bis 1971 als Schule. | 26786745 |      |
| Eversteiner Straße 9 51° 51′ 55″ N, 9° 31′ 17″ O | Nebengebäude |                                                      | 26786809 | BW   |

### Gruppe: Hofanlagen Nords. Eversteiner Str.
Die Gruppe „Hofanlagen Nords. Eversteiner Str.“ hat die ID 26971426.

| Lage                                              | Bezeichnung              | Beschreibung | ID       | Bild |
| ------------------------------------------------- | ------------------------ | ------------ | -------- | ---- |
| Eversteiner Straße 15 51° 51′ 58″ N, 9° 31′ 22″ O | Wohn-/Wirtschaftsgebäude |              | 26786825 | BW   |
| Eversteiner Straße 17 51° 51′ 58″ N, 9° 31′ 23″ O | Wohn-/Geschäftshaus      |              | 26786841 | BW   |
| Eversteiner Straße 19 51° 51′ 58″ N, 9° 31′ 23″ O | Wohnhaus                 |              | 26786857 | BW   |
| Eversteiner Straße 21 51° 51′ 59″ N, 9° 31′ 24″ O | Wohnhaus                 |              | 26786890 | BW   |
| Eversteiner Straße 23 51° 51′ 59″ N, 9° 31′ 24″ O | Wohn-/Wirtschaftsgebäude |              | 26786906 | BW   |
| Eversteiner Straße 25 51° 51′ 59″ N, 9° 31′ 25″ O | Wohn-/Wirtschaftsgebäude |              | 26786922 | BW   |
| Eversteiner Straße 25 51° 52′ 0″ N, 9° 31′ 25″ O  | Nebengebäude             |              | 26786938 | BW   |
| Halbe Mondstraße 1 51° 52′ 0″ N, 9° 31′ 26″ O     | Wohn-/Wirtschaftsgebäude |              | 26787179 | BW   |

### Gruppe: Hofanlage Feldstraße 7
| Lage                                     | Bezeichnung | Beschreibung | ID       | Bild |
| ---------------------------------------- | ----------- | ------------ | -------- | ---- |
| Feldstraße 7 51° 51′ 56″ N, 9° 31′ 30″ O | Hofanlage   | Gruppe       | 26971448 | BW   |

### Gruppe: Hofanlagen Goldener Winkel
Die Gruppe „Hofanlagen Goldener Winkel“ hat die ID 26971437.

| Lage                                              | Bezeichnung              | Beschreibung | ID       | Bild |
| ------------------------------------------------- | ------------------------ | ------------ | -------- | ---- |
| Eversteiner Straße 8 51° 51′ 57″ N, 9° 31′ 23″ O  | Wohnhaus                 |              | 26786761 | BW   |
| Eversteiner Straße 8 51° 51′ 57″ N, 9° 31′ 24″ O  | Scheune                  |              | 26786793 | BW   |
| Eversteiner Straße 8 51° 51′ 57″ N, 9° 31′ 24″ O  | Scheune                  |              | 26786777 | BW   |
| Eversteiner Straße 10 51° 51′ 58″ N, 9° 31′ 25″ O | Wohnhaus                 |              | 26787131 | BW   |
| Eversteiner Straße 10 51° 51′ 57″ N, 9° 31′ 25″ O | Scheune                  |              | 26787147 | BW   |
| Eversteiner Straße 10 51° 51′ 57″ N, 9° 31′ 25″ O | Stall                    |              | 26787163 | BW   |
| Goldener Winkel 2 51° 51′ 58″ N, 9° 31′ 26″ O     | Wohn-/Wirtschaftsgebäude |              | 26787036 | BW   |
| Goldener Winkel 3 51° 51′ 56″ N, 9° 31′ 27″ O     | Wohn-/Wirtschaftsgebäude |              | 26787052 | BW   |
| Goldener Winkel 6 51° 51′ 56″ N, 9° 31′ 27″ O     | Wohn-/Wirtschaftsgebäude |              | 26787068 | BW   |
| Goldener Winkel 7 51° 51′ 56″ N, 9° 31′ 26″ O     | Wohn-/Wirtschaftsgebäude |              | 26787084 | BW   |
| Goldener Winkel 8 51° 51′ 56″ N, 9° 31′ 26″ O     | Wohn-/Wirtschaftsgebäude |              | 26787100 | BW   |
| Goldener Winkel 9 51° 51′ 56″ N, 9° 31′ 25″ O     | Wohn-/Wirtschaftsgebäude |              | 26787115 | BW   |

### Einzeldenkmale
| Lage                                              | Bezeichnung              | Beschreibung | ID       | Bild |
| ------------------------------------------------- | ------------------------ | ------------ | -------- | ---- |
| Eversteiner Straße 13 51° 51′ 57″ N, 9° 31′ 21″ O | Scheune                  |              | 26786728 | BW   |
| Eversteiner Straße 20 51° 51′ 58″ N, 9° 31′ 29″ O | Wohn-/Wirtschaftsgebäude |              | 26786873 | BW   |
| Feldstraße 1 51° 51′ 57″ N, 9° 31′ 32″ O          | Wohn-/Wirtschaftsgebäude |              | 26786971 | BW   |
| Feldstraße 3 51° 51′ 56″ N, 9° 31′ 32″ O          | Scheune                  |              | 26786954 | BW   |
| Halbe Mondstraße 5 51° 52′ 1″ N, 9° 31′ 29″ O     | Wohn-/Wirtschaftsgebäude |              | 26787197 | BW   |

## Lütgenade
Baudenkmale im Ortsteil Lütgenade.

### Gruppe: Hofanlage Reileifzer Straße 1
Die Gruppe „Hofanlage Reileifzer Straße 1“ hat die ID 26971481.

| Lage                                            | Bezeichnung  | Beschreibung | ID       | Bild |
| ----------------------------------------------- | ------------ | ------------ | -------- | ---- |
| Brunnenstraße 21 51° 53′ 54″ N, 9° 30′ 23″ O    | Nebengebäude |              | 26787214 | BW   |
| Reileifzer Straße 1 51° 53′ 55″ N, 9° 30′ 23″ O | Wohnhaus     |              | 26787264 | BW   |
| Reileifzer Straße 1 51° 53′ 55″ N, 9° 30′ 24″ O | Scheune      |              | 26787280 | BW   |

### Einzeldenkmale
| Lage                                             | Bezeichnung              | Beschreibung | ID       | Bild |
| ------------------------------------------------ | ------------------------ | ------------ | -------- | ---- |
| Brunnenstraße 23 51° 53′ 55″ N, 9° 30′ 26″ O     | Wohn-/Wirtschaftsgebäude |              | 26787230 | BW   |
| Brunnenstraße 24 51° 53′ 52″ N, 9° 30′ 22″ O     | Wohn-/Wirtschaftsgebäude |              | 26787247 | BW   |
| Reileifzer Straße 2 51° 53′ 55″ N, 9° 30′ 22″ O  | Scheune                  |              | 26787296 | BW   |
| Reileifzer Straße 2 51° 53′ 55″ N, 9° 30′ 24″ O  | Backhaus                 |              | 26787313 | BW   |
| Reileifzer Straße 2 51° 53′ 56″ N, 9° 30′ 23″ O  | Wohn-/Wirtschaftsgebäude |              | 26787330 | BW   |
| Reileifzer Straße 2 51° 53′ 56″ N, 9° 30′ 23″ O  | Scheune                  |              | 26787347 | BW   |
| Reileifzer Straße 6 51° 53′ 54″ N, 9° 30′ 18″ O  | Wohn-/Wirtschaftsgebäude |              | 26787364 | BW   |
| Reileifzer Straße 11 51° 53′ 54″ N, 9° 30′ 15″ O | Scheune                  |              | 26787381 | BW   |
| Reileifzer Straße 13 51° 53′ 55″ N, 9° 30′ 14″ O | Wohnhaus                 |              | 26787398 | BW   |

## Reileifzen
Baudenkmale im Ortsteil Reileifzen.
| Lage                                        | Bezeichnung              | Beschreibung | ID       | Bild |
| ------------------------------------------- | ------------------------ | ------------ | -------- | ---- |
| Am Ochsenbrink 3 51° 53′ 55″ N, 9° 28′ 6″ O | Wohn-/Wirtschaftsgebäude |              | 26787415 | BW   |
| Lange Straße 8 51° 53′ 48″ N, 9° 28′ 6″ O   | Wohn-/Wirtschaftsgebäude |              | 26787449 | BW   |
| Lange Straße 10 51° 53′ 50″ N, 9° 28′ 7″ O  | Wohn-/Wirtschaftsgebäude |              | 26787466 | BW   |
| Lange Straße 51° 53′ 52″ N, 9° 28′ 5″ O     | Kapelle (Bauwerk)        |              | 26787432 |      |
| Lange Straße 17 51° 53′ 49″ N, 9° 28′ 4″ O  | Wohn-/Wirtschaftsgebäude |              | 26787483 | BW   |
| Lange Straße 23 51° 53′ 51″ N, 9° 28′ 4″ O  | Wohn-/Wirtschaftsgebäude |              | 26787500 | BW   |
| Lange Straße 27 51° 53′ 52″ N, 9° 28′ 3″ O  | Wohn-/Wirtschaftsgebäude |              | 26787517 | BW   |